# 越南人民軍防空空軍
越南人民軍防空空軍軍種（越南语：/軍種防空 – 空軍）是越南人民軍三大軍種之一，隸屬於國防部，負責戰鬥保衛領空、地面和海洋、島嶼，執行救援、搜救和其他任務。